# Madretsch Nord
Madretsch Nord (französisch Madretsch nord) ist ein Quartier der Stadt Biel/Bienne. Es umfasst den nördlichen Teil der ehemaligen Gemeinde Madretsch. Es befindet sich in der Mitte des städtischen Siedlungsgebietes und wird nördlich durch die Schüss, östlich durch das Quartier Mett, südlich durch das Quartier Madretsch Süd und westlich durch die Bieler Neustadt Nord begrenzt.

## Infrastruktur
Der Güterbahnhof Biels befindet sich im nordwestlichen Gebiet dieses Quartiers.